# 벤처 캐피털
벤처 캐피털(venture capital, VC)이란 잠재력이 있는 벤처기업에 자금을 대고 경영과 기술 지도 등을 종합적으로 지원하여 높은 자본이득을 추구하는 금융자본을 말한다. 주로 기술력은 뛰어나지만 경영이나 영업의 노하우 등이 없는 초창기의 벤처기업을 대상으로 한다. 
벤처 캐피털은 일자리 창출에도 공헌하여 미국 GDP의 경우 2%를 차지할 정도이다.

## 대한민국의 현황
현재 대한민국의 벤처 캐피털은 크게 중소기업창업투자회사(창투사)와 신기술사업금융회사로 이원화되어 있다.
- 창업투자회사(창투사) : 「중소기업창업지원법」에 의거하여 창업을 준비 중이거나 기술력은 뛰어나지만 자본력이 미약한 중소기업에 납입자본금의 50% 범위 내에서 직접 투자하는 투자회사이다. 중소기업창업투자회사는 법인의 경우 법인설립등기일로부터 14년 이내의 중소기업에, 개인사업자의 경우 사업개시일부터 10년 이내의 중소기업에 주식의 인수, 전환사채 또는 신주인수권부사채의 인수, 약정투자, 기업인수투자 등의 형태로 장기자금을 지원해 주고 있다. 또 필요한 경우 경영지도, 기술지원 등 전문적인 지원체계를 마련하고 있다.[2]

- 신기술사업금융회사(신기사) : 「신기술사업 금융지원에 관한 법률」에 의거하여 신기술사업자(기술을 개발하거나 이를 응용하여 사업화하는 중소기업)에 대한 투ㆍ융자 및 경영ㆍ기술 지도를 행하는 회사를 말한다. 회사별로 약간 차이는 있으나 주로 기업의 기술개발과 기술의 기업화, 공정개선 등을 지원하기 위한 투ㆍ융자 업무를 주로 하며, 특히 중소기업의 창업과 기술개발을 중점 지원하고 있다.[2]

#### 주요 창업투자회사
- LB인베스트먼트, SBI인베스트먼트, 디에스씨인베스트먼트, 미래에셋벤처투자, 스틱인베스트먼트, 에이티넘인베스트먼트, 쿨리지코너인베스트먼트, 한국투자파트너스, 더웰스인베스트먼트, CJ창업투자, 대성창업투자, 라이트하우스컴바인인베스트, 린드먼아시아인베스트먼트, 보광창업투자, 소프트뱅크벤처스, 스톤브릿지캐피탈, 서울투자파트너스, 아주아이비투자, 아이엠엠인베스트먼트, 이에스인베스터, 인터베스트, 일신창업투자, 원익투자파트너스, 지온인베스트먼트, 컴퍼니케이파트너스, 케이비인베스트먼트, 카카오벤처스, 키움인베스트먼트, 파트너스인베스트먼트, 포스코기술투자, 플래티넘기술투자, 현대기술투자, 에스엘인베스트먼트, SV인베스트먼트, 에이벤처스, 위벤처스 등

## 참조
1. ↑  “Venture Impact: The Economic Importance of Venture Backed Companies to the U.S. Economy”. Nvca.org. 2012년 5월 18일에 확인함.
2. 1 2  “기획재정부 시사경제용어사전”. 2013년 12월 3일에 원본 문서에서 보존된 문서. 2013년 11월 25일에 확인함.

## 같이 보기
- 엔젤 투자자
- 시드머니